# Harold Brown
Haroldo Brown (Nova Iorque, 19 de setembro de 1927 – San Diego, 4 de janeiro de 2019)  foi um físico nuclear americano que serviu como Secretário de Defesa dos Estados Unidos de 1977 a 1981, sob o presidente Jimmy Carter. Anteriormente, nas administrações de John F. Kennedy e Lyndon B. Johnson, ocupou os cargos de Diretor de Pesquisa e Engenharia de Defesa (1961–1965) e Secretário da Força Aérea dos Estados Unidos (1965–1969).
Uma criança prodígia, Brown se formou na Escola de Ciências do Bronx High School of Science aos 15 anos de idade e obteve um doutorado. em física pela Universidade de Columbia aos 21 anos. Como Secretário de Defesa, ele estabeleceu as bases para os Acordos de Camp David, participou de negociações de armas estratégicas com a União Soviética e apoiou, sem sucesso, a ratificação do tratado SALT II.